# White Knight
White Knight eller Scaled Composites Model 318 White Knight är en farkost med två jetmotorer tillverkad av Scaled composites som fungerade som moderskepp till SpaceShipOne och släppte den uppe i luften när SpaceShipOne skall flyga upp i rymden vilket ledde till att företaget vann Xprize.
Farkosten har även används för att testa rymdfarkosten X-37.
Idag är White Knight inte i drift och placerad på museum, då en större version kallad White Knight 2 är under utprövning.